# Iwan Łoginow
Iwan Michajłowicz Łoginow, ros. Иван Михайлович Логинов (ur. 7 marca?/19 marca 1892 w Kajsku, zm. 2 grudnia 1959 w Moskwie) – generał porucznik Armii Czerwonej służący w LWP.

## Życiorys
Skończył 4 klasy szkoły podstawowej w rodzinnym mieście, podczas I wojny światowej zmobilizowany do rosyjskiej armii, od 1918 brał udział w wojnie domowej w Rosji jako żołnierz Armii Czerwonej. W 1926 skończył kurs wyższych dowódców, a później studia wojskowe i został intendentem. Po ataku Niemiec na ZSRR był szefem służby tyłów korpusu piechoty, następnie armii ogólnowojskowej. 1 września 1943 mianowany generałem porucznikiem przez Radę Komisarzy Ludowych ZSRR. W 1944 był kwatermistrzem Frontu Ukraińskiego i brał udział w wyzwalaniu Podkarpacia spod niemieckiej okupacji. 1 X 1944 został skierowany do służby w WP. Od 8 X 1944 do 16 VII 1945 Główny Kwatermistrz WP. Organizował służby kwatermistrzowskie w Naczelnym Dowództwie WP. Latem 1945 wrócił do ZSRR i do 1951 był pomocnikiem komendanta Akademii Wojskowej w Moskwie, a w latach 1951–1953 konsultant ds. tyłów w Ministerstwie Obrony ZSRR. Później przeszedł w stan spoczynku.

## Odznaczenia
- Order Krzyża Grunwaldu II klasy (1945)
- Order Krzyża Grunwaldu III klasy (1945)

I inne.